# Popollany
Popowlany [pronunciación en polaco: /pɔpɔˈvlanɨ/] es un pueblo ubicado en el distrito administrativo de Gmina Tykocin, dentro del condado de Białystok, Voivodato de Podlaquia, en el noreste de Polonia. Se encuentra a unos 4 kilómetros al noreste de Tykocin y a 26 kilómetros al noroeste de la capital regional Białystok.